# Scopula loxographa
Scopula loxographa là một loài bướm đêm trong họ Geometridae.